# Viburnum acerifolium
Viburnum acerifolium es una especie de arbusto perteneciente a la familia de las adoxáceas. Es nativa del este de Norteamérica desde el sudoeste de  Quebec y Ontario al norte de Florida y este de  Texas.

## Descripción
Es un arbusto que alcanza hasta 1 - 2 m de altura. Las hojas son opuestas en pares, de 5-10 cm de largo y con tres a cinco lóbulos, los lóbulos con el margen serrado. Las flores son blancas con cinco pétalos pequeños, producidos en cimas terminales. El fruto, de color rojo a morado, es una pequeña drupa de 4-8 mm de largo.

## Taxonomía
Viburnum acerifolium fue descrita por  Carolus Linnaeus y publicado en Species Plantarum 1: 268. 1753.
Etimología
Viburnum: nombre genérico del nombre clásico latíno de una especie de este género, Viburnum lantana, llamada el "árbol caminante".
acerifolium: epíteto latino que significa "hojas como el arce".